# Azwan Saleh
Muhamad Azwan bin Muhamad Saleh (n. Brunéi, 6 de enero de 1988) es un futbolista bruneano que juega como centrocampista o lateral izquierdo en el Brunei DPMM FC de la S-League. Es internacional por Brunéi.

## Equipos
| Periodo   | Club                 |
| --------- | -------------------- |
| 2005–2006 | QAF FC               |
| 2006–     | Brunei DPMM FC       |
| 2010–2011 | → Indera SC (cedido) |